# Problema clàssic de la força central
En mecànica clàssica, el problema de la força central és determinar el moviment d'una partícula en un sol camp de potencial central. Una força central és una força (possiblement negativa) que apunta des de la partícula directament cap a un punt fix de l'espai, el centre, i la magnitud de la qual només depèn de la distància de l'objecte al centre. En alguns casos importants, el problema es pot resoldre analíticament, és a dir, en termes de funcions ben estudiades com les funcions trigonomètriques.
La solució d'aquest problema és important per a la mecànica clàssica, ja que moltes forces naturals són centrals. Alguns exemples inclouen la gravetat i l'electromagnetisme tal com es descriuen per la llei de gravitació universal de Newton i la llei de Coulomb, respectivament. El problema també és important perquè alguns problemes més complicats de la física clàssica (com ara el problema de dos cossos amb forces al llarg de la línia que connecta els dos cossos) es poden reduir a un problema de força central. Finalment, la solució al problema de la força central sovint fa una bona aproximació inicial del moviment real, com en el càlcul del moviment dels planetes del Sistema Solar.

## Conceptes bàsics
L'essència del problema de la força central és resoldre la posició r d'una partícula que es mou sota la influència d'una força central F, ja sigui en funció del temps t o en funció de l'angle φ respecte a la centre de força i un eix arbitrari.

Una força central atractiva que actua sobre un cos a la posició P (mostrada en vermell). Per definició, una força central ha d'apuntar cap a un punt fix O (si és atractiu) o lluny d'aquest (si és repulsiu).

### Definició de força central
Una força central conservadora F té dues propietats definidores. En primer lloc, ha de conduir les partícules directament cap a o directament lluny d'un punt fix de l'espai, el centre de força, que sovint s'anomena O. En altres paraules, una força central ha d'actuar al llarg de la línia que uneix O amb la posició actual de la partícula. En segon lloc, una força central conservadora depèn només de la distància r entre O i la partícula en moviment; no depèn explícitament del temps o d'altres descriptors de posició.
Aquesta definició doble es pot expressar matemàticament de la següent manera. El centre de força O es pot triar com a origen d'un sistema de coordenades. El vector r que uneix O a la posició actual de la partícula es coneix com a vector de posició. Per tant, una força central ha de tenir la forma matemàtica {\displaystyle \mathbf {F} =F(r){\hat {\mathbf {r} }}} on r és la magnitud del vector | r | (la distància al centre de força) i r̂ = r /r és el vector unitari corresponent. Segons la segona llei del moviment de Newton, la força central F genera una acceleració paral·lela a escalada per la massa m de la partícula
{\displaystyle \mathbf {F} =F(r){\hat {\mathbf {r} }}=m\mathbf {a} =m{\ddot {\mathbf {r} }}}Per a les forces d'atracció, F(r) és negativa, perquè treballa per reduir la distància r al centre. Per contra, per a les forces repulsives, F(r) és positiva.

### Energia potencial
Si la força central és una força conservativa, aleshores la magnitud F(r) d'una força central sempre es pot expressar com la derivada d'una funció d'energia potencial independent del temps U(r)
{\displaystyle F(r)=-{\frac {dU}{dr}}}Així, l'energia total de la partícula —la suma de la seva energia cinètica i la seva energia potencial U— és una constant; es diu que l'energia es conserva. Per demostrar-ho, n'hi ha prou que el treball W realitzat per la força depèn només de les posicions inicials i finals, no del camí fet entre elles.
{\displaystyle W=\int _{\mathbf {r} _{1}}^{\mathbf {r} _{2}}\mathbf {F} \cdot d\mathbf {r} =\int _{\mathbf {r} _{1}}^{\mathbf {r} _{2}}F(r){\hat {\mathbf {r} }}\cdot d\mathbf {r} =\int _{r_{1}}^{r_{2}}Fdr=U(r_{1})-U(r_{2})}De manera equivalent, n'hi ha prou que l'enrotllament del camp de força F sigui zero; utilitzant la fórmula per al rínxol en coordenades esfèriques, {\displaystyle \nabla \times \mathbf {F} ={\frac {1}{r\sin \theta }}\left({\frac {\partial F}{\partial \varphi }}\right){\hat {\boldsymbol {\theta }}}-{\frac {1}{r}}\left({\frac {\partial F}{\partial \theta }}\right){\hat {\boldsymbol {\varphi }}}=0} perquè les derivades parcials són zero per a una força central; la magnitud F no depèn de les coordenades esfèriques angulars θ i φ.
Com que el potencial escalar V(r) depèn només de la distància r a l'origen, té simetria esfèrica. En aquest sentit, el problema de la força central és anàleg a la geodèsica de Schwarzschild en relativitat general i als tractaments de mecànica quàntica de partícules en potencials de simetria esfèrica.